# Penyandingan (Tulung Selapan)
Penyandingan is een bestuurslaag in het regentschap Ogan Komering Ilir van de provincie Zuid-Sumatra, Indonesië. Penyandingan telt 652 inwoners (volkstelling 2010).